# Kleine Verbrechen
Kleine Verbrechen ( Μικρό Έγκλημα Mikro Eglima) ist der Titel eines griechisch-deutsch-zyprischen Spielfilms aus dem Jahr 2008. Regisseur dieser romantischen Kriminalkomödie war der in London aufgewachsene Zyprer Christos Georgiou, der auch am Drehbuch und an der Produktion beteiligt war.

## Inhalt
Leonidas ist ein ambitionierter junger Polizist, dessen Dienststelle – zu seinem Leidwesen – auf der kleinen griechischen Insel Thirasia liegt. Während die recht eigenwilligen, aber durchaus liebenswerten Einwohner die Schönheit und die friedliche Ruhe des Eilandes preisen, sehnt sich Leonidas nach seiner Versetzung nach Athen, wo er die großen Kriminalfälle aufklären möchte. Auf Thirasia bleibt ihm hingegen nur die Verwarnung harmloser Verkehrssünder, die mangels Verkehr in dem kleinen Idyll ohnehin niemandem schaden könnten, oder die Überwachung des Nacktbadeverbots am einsamen Strand. Doch dann plötzlich sieht Leonidas seinen großen Fall gekommen, als eines Tages die Leiche des eigenbrötlerischen Zacharias an einem Steilhang aufgefunden wird. Sofort nimmt Leonidas die Ermittlungen auf und lässt den Leichnam zunächst zur Aufbewahrung in einer Kühltruhe einlagern.
Der Polizeikommandant, wie auch die einzige Ärztin auf Thirasia, lehnen eine Obduktion ab, da natürlich nur ein Unfall als Todesursache in Frage kommt. So sehen es auch die übrigen Inselbewohner. Leonidas lässt jedoch nicht von seiner Mordtheorie ab und beginnt, die Anwohner des Fundortes zu befragen. Er trifft dabei auf die junge Fernsehmoderatorin Angeliki, die Tochter einer der potenziellen Zeuginnen und Stolz der ganzen Insel, die kurz zuvor für ihre Fernsehsendung ausgezeichnet wurde. Bald stellt sich heraus, dass sie die uneheliche Tochter des Verstorbenen ist.
Gemeinsam gehen sie nun den Hintergründen Zacharias’ Ablebens nach und verlieben sich dabei ineinander – wobei die Dorfbewohner sich bereits über das junge Paar freuen, noch bevor sie selbst sich ihrer Gefühle bewusst werden. Die Ermittlungen bringen schnell zahlreiche mögliche Mordmotive ans Licht, die Leonidas’ kriminalistischer Verstand zu Tatabläufen verarbeitet, die im Film als kurze Einblendungen dargestellt werden. Diese reichen von Selbstmord, über die Rache einer verschmähten Liebe sowie eines Streits mit der Ärztin, die es als Gemeinderätin auf das Grundstück von Zacharias abgesehen hat, bis hin zur Verschwörungstheorie, die Zacharias als Opfer eines US-amerikanischen Militär-Kommandos darstellt.
Sein Kommandant will davon nichts wissen. Als dann noch unverhofft ein Fax die Bewilligung von Leonidas’ Versetzung übermittelt, bricht dieser sogleich seine Wohnstatt ab. In letzter Minute halten ihn aber seine Gefühle für Angeliki zurück und er bleibt. Mit seiner Gefährtin setzt er seine Nachforschungen fort. Schließlich aber behält die eingeschworene Dorfgemeinschaft die Oberhand – unberührt von der Tatsache, dass nahezu jeder den anderen mit einem Fernglas ausspioniert und infolgedessen auch jeder seine kleinen Geheimnisse hütet. Mit der feierlichen Beisetzung Zacharias wird der Fall abgeschlossen. Zu Recht, wie Leonidas am Ende doch noch herausfindet, als er per Zufall den gleichen Unfall erleidet wie Zacharias, diesen jedoch glimpflich übersteht.

## Kritiken
- Critic.de schreibt zum Film: Ein nicht unsympathischer Film, keine Frage; zu behutsam inszeniert, um kitschig zu geraten – aber eben auch zu vorsichtig, um je in Schwung zu kommen.[1]
- kino-zeit urteilt: Christos Georgiou ist mit Kleine Verbrechen eine kurzweilige Griechenlandkomödie gelungen, die allerdings nicht lange im Gedächtnis bleibt. [...] Viele der Einfälle sind wirklich gelungen, laden zum Schmunzeln ein und sorgen für Heiterkeit, aber es fehlen die wirklichen Highlights und unvergesslichen Szenen. [...] Kleine Verbrechen ist unter dem Strich gesehen ein amüsantes Kinoerlebnis, das die Einstimmung für den nächsten Griechenlandurlaub ist.[2]
- Spiegel online zieht das Fazit: „Kleine Verbrechen“ ist nicht das große Meisterwerk, das den Oscar für den besten ausländischen Film gewinnen könnte. Aber der perfekte Film für den Sommer, das ist er.[3]
- Das Lexikon des internationalen Films urteilt: Leicht surreal angehauchte Provinz-Groteske, die sich nicht sonderlich originell, aber doch liebenswert-entspannt zur romantischen Liebeskomödie entwickelt.[4]